# Poker online
Pokerul online reprezintă jocul de poker jucat pe internet. Începând cu anul 2001, pokerul online s-a bucurat de o creștere dramatică în ultimul deceniu. Veniturile generate de jocul de poker online, dacă în anul 2001 abia atingeau în jur de 80 de milioane de dolari, în anul 2005 atingeau suma de 2,5 miliarde. Printre cele mai reprezentative camere de poker se numără PokerStars, PartyPoker, membru al gigantului Party Gaming, etc.

## Legalitatea jocului de poker online
Din punct de vedere legislativ,  între jocul de poker online și jocul de poker live există o serie de asemănări și deosebiri 
În anumite țări, în special în țările din jurul mării Caraibelor pokerul online este perfect legal, multe dintre camerele de poker online fiind licențiate sub acea jurisdicție. De asemenea, jocul de poker online este legal și în Marea Britanie 
În anul 200 , pokerul online a fost scos în afara legii în Statele Unite ale Americii, acest lucru reprezentând un Crah financiar pentru multe camere de poker aduse în prag de faliment.

## Modalități de a câștiga pentru camerele de poker online
Camerele de poker online generează venituri prin mai multe metode.
- Rake-ul:. Rakeul este una din metodele prin care camera de poker generează venituri. Rake-ul reprezintă o mică parte din pot, în general 5% din valoarea acestuia, în particular fiecare cameră de poker are propria structură după care colectează rake-ul.
- Fee. Participanților la turnee MTT (multitable tournaments) sau Sit'n go-uri li se percepe un fee în momentul înscrierii la turneu. Ca regulă generală, acest fee este procentual vorbind 10% din taxa de înscriere la turneu.
- Jocuri tip casino: Majoritatea camerelor de poker oferă vizitatorilor săi posibilitatea de a juca jocuri de tip Casino (black jack , ruleta, craps, etc). Spre deosebire de jocul de poker online, unde se înfruntă jucătorii între ei, în cazul jocurilor de tip casino, jucătorul joacă împotriva casei.

## Bonusuri și promoții
Camerele de poker online, în scopul atragerii de jucători, oferă o serie de bonusuri, bonusuri ce sunt eliberate în contul jucătorului în general după ce acesta acumulează un anumit număr de raked hands. Bonusurile sunt în marea majoritate supuse unor termene și condiții specificate pe fiecare site în parte. De asemenea, unele camere au implementate programe de fidelitate, așa zisele VIP levels.

## Forumuri și portaluri de poker online
Portalurile de poker online sunt site-uri ce oferă conținut „poker related”. Aici puteți citi noutăți din lumea pokerului, recenzii ale camerelor de poker, rezultate ale turneelor și diferite strategii de joc.
La nivel mondial, cel mai mare forum de poker este TwoPlusTwo, unde prima postare a fost făcută în anul 1997. A fost nevoie de 8 ani până cand a apărut și primul forum de poker 100% Românesc, Holdem România, în 2005. Acesta se păstrează și astăzi drept cea mai mare comunitate online a jucătorilor de poker din România.
Comunitățile online și portalurile de poker sunt potrivit majorității jucătorilor profesioniști de poker cele mai bune "unelte" prin care cineva poate deveni un jucător câștigător.  